# Okręg wyborczy East Ham North
Okręg wyborczy East Ham North powstał w 1918 r. i wysyłał do brytyjskiej Izby Gmin jednego deputowanego. Okręg obejmował północną część dystryktu East Ham w Londynie. Został zlikwidowany w 1974 r.

## Deputowani do brytyjskiej Izby Gmin z okręgu East Ham North
- 1918–1922: John Bethell, Partia Liberalna
- 1922–1923: Charles Crook, Partia Konserwatywna
- 1923–1924: Susan Lawrence, Partia Pracy
- 1924–1926: Charles Crook, Partia Konserwatywna
- 1926–1931: Susan Lawrence, Partia Pracy
- 1931–1945: John Mayhew, Partia Konserwatywna
- 1945–1957: Percy Daines, Co-operative Party
- 1957–1974: Reginald Prentice, Partia Pracy